# 索蒂拉克
索蒂拉克（法語：Soturac，法語發音：[sɔtyʁak]）是法国洛特省的一个市镇，位于该省西部，属于卡奥尔区。

## 地理
索蒂拉克（44°29'19"N, 1°1'0"E）面积19.55 平方千米，位于法国奧克西塔尼大區洛特省，该省份为法国西南部内陆省份，北起顺时针与科雷兹省、康塔爾省、阿韦龙省、塔恩-加龙省、洛特-加龍省和多尔多涅省接壤。
与索蒂拉克接壤的市镇（或旧市镇、城区）包括：迪拉韦勒、莫鲁、圣马丹勒勒东、图扎克、菲梅勒、蒙泰拉勒、莱芒斯河畔圣弗龙。

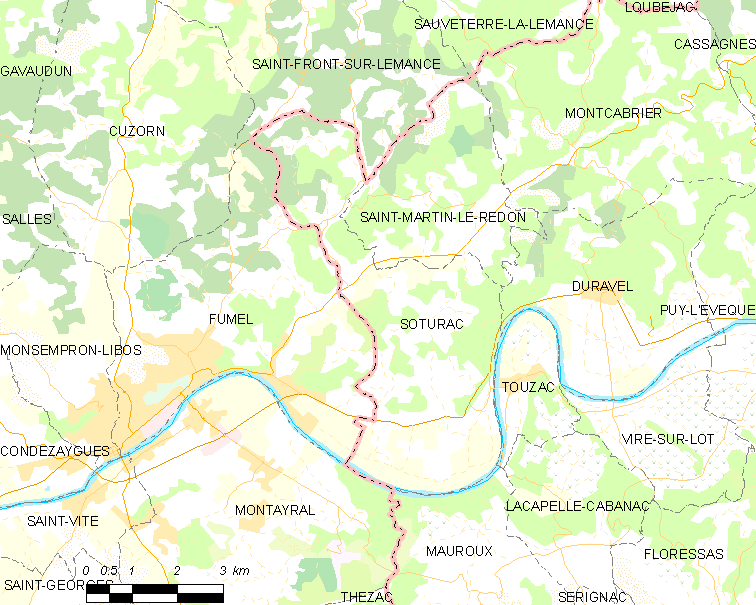
索蒂拉克的OSM定位图

索蒂拉克的时区为UTC+01:00、UTC+02:00（夏令时）。

## 行政
索蒂拉克的邮政编码为46700，INSEE市镇编码为46307。

## 政治
索蒂拉克所属的省级选区为皮莱韦克县。

## 人口

1962-2008年间索蒂拉克人口变化图示

索蒂拉克于2022年1月1日时的人口数量为638人。